# Bagrat IV di Georgia
Bagrat IV di Georgia (1018 – 24 novembre 1072), appartenente alla dinastia dei Bagration, fu re di Georgia dal 1027 al 1072.
Durante il suo lungo regno Bagrat dovette reprimere la rissosa nobiltà georgiana ed assicurare l'indipendenza del proprio regno tenendolo lontano dalle mire dell'Impero bizantino e da quello dei Selgiuchidi. In questa serie di conflitti che andarono mescolandosi l'un con l'altro Bagrat riuscì a sconfiggere i suoi più potenti e ostili vassalli appartenenti alla famiglia dei Liparitids portando così numerosi territori feudali sotto il proprio controllo e portando i sovrani di Lori e della Cachezia insieme all'Emirato di Tbilisi allo stato di vassallaggio. Come molti altri sovrani della zona del Caucaso Bagrat si fregiò di titoli di chiara origine bizantina come Nobilissimus, Curopalate e Sebastos.

## Il giovane re
Bagrat nacque nel 1018 da Giorgio I di Georgia e dalla sua prima moglie Mariam di Vaspurakan (morta attorno al 1103). All'età di tre anni Bagrat venne dato in ostaggio dal padre all'imperatore bizantino Basilio II Bulgaroctono quale pegno per la sconfitta che Giorgio aveva subito contro i bizantini nelle Guerre bizantino-georgiane. Egli passò tre anni nella capitale, Costantinopoli, venendo rilasciato solo nel 1025 quando Basilio morì, Bagrat risultava ancora in possesso dei bizantini e per questo il suo successore Costantino VIII ordinò che il giovane principe gli venisse riportato, ma i corrieri imperiali non riuscirono ad avere la meglio su di lui che già era in territorio georgiano.
Suo padre Giorgio morì nel 1027 e Bagrat gli succedette al trono e la madre Mariam, ora Regina vedova divenne reggente per il giovane figlio condividendola con altri nobili in particolare con Liparit IV, duca di Kldekari e con Ivane Abazasdze.
Dal momento in cui Bagrat ascese al trono la sua famiglia si mosse per unificare tutte le terre di Georgia sotto un'unica autorità.
I re di Georgia si erano stabiliti a Kutaisi, nella parte occidentale del paese, da cui erano poi nati quelli che erano divenuti il Regno di Abcasia e una buona parte del regno di Cartalia, mentre la regione di Tayk era andata persa nelle mani dell'Impero bizantino, mentre Tbilisi rimaneva un emirato e, nella parte est del paese, la Cachezia difendeva ostinatamente la propria autonomia.
Per di più la lealtà dei nobili georgiani alla corona era tutto fuorché sicura, durante la reggenza per Bagrat la posizione all'interno della corte dell'alta nobilità era stata innalzata, motivo per cui egli, da adulto, cercò di ridimensionarne i poteri. Nello stesso tempo il sovrano doveva far fronte a due grandi sfide, quella costituita dai bizantini e quella incarnata dai turchi selgiuchidi. Nonostante fra i bizantini e i georgiani vi fossero legami secolari dati dalla cultura e dalla religione e i Selgiuchidi costituissero una minaccia all'impero l'aggressività che Costantinopoli decise di tenere nella scena politica caucasica generò un'atmosfera di sfiducia e recriminazione che impedì alle due nazioni cristiane di far fronte unico alla minaccia comune.
L'asserzione dell'egemonia georgiana nel Caucaso fu la pietra angolare del regno di Bagrat e forse anche un modo per tentare di mettere i suoi due grandi nemici l'uno contro l'altro.

## Le guerre dentro il regno
Poco dopo l'effettiva presa di potere da parte di Bagrat Costantino VIII mandò un esercito perché conquistasse la città fortezza di Artanuji, l'attuale Ardanuç, in favore di un lontano parente di Bagrat, Demetre, figlio di Sumbat III di Klarjeti (morto 1011), che era stato deprivato del proprio feudo dal nonno stesso di Bagrat, Bagrat III di Georgia, all'inizio del decennio del 1010. Non furono pochi i nobili georgiani che si allinearono con i bizantini, ma coloro che rimasero leali furono in grado di dar vita a una lotta tenace.
Costantino morì nel 1028 e la pianificata invasione non ebbe luogo, nel 1030 la madre di Bagrat, Mariam, fece visita al nuovo imperatore Romano III Argiro negoziando un trattato di pace e tornando in patria con il titolo di Curopalate per il figlio nel 1032. Il titolo non fu l'unica cosa che ella portò, con sé venne anche Elena Argiro (morta 1033), nipote di Romano poiché figlia di suo fratello Basilio Argiro (970circa-dopo il 1023). Il matrimonio fra i due doveva essere un tentativo diplomatico di stabilire un'alleanza strategica, purtroppo Elena morì poco dopo essere stata presentata a corte a Kutaisi lasciando libero Bagrat di perseguire altre strategie. Egli convolò quindi a nozze con Borena d'Alania, figlia del re d'Alania.
Nel 1033 Bagrat dovette prepararsi a fronteggiare un'altra minaccia questa volta proveniente dal suo fratellastro Demetrius di Anacopia (morto 1042), figlio di suo padre e della sua seconda moglie Alda d'Alania. I due erano andati a vivere ad Anacopia, una fortezza in Abcasia lasciata loro da Giorgio, v'erano stati alcuni falliti tentativi da parte dei nobili di portare Demetrius al trono in contrapposizione a Bagrat, ma anche la corte aveva fallito nel cercare di ottenerne la lealtà. Sentendosi minacciata dal re, Alda decise di arrendersi ai bizantini consegnando loro la città e l'imperatore Romano la ricompensò dando a Demetrius il titolo di magistros.
Nel 1039 Demetrius tornò in Georgia con le truppe bizantine e questa volta venne supportato da Liparit IV, duca di Kldekari membro di una delle più importanti famiglie georgiane.
Liparit, quale duca del territorio di Trialeti e più tardi come comandante in capo delle armate reali era apparso quale uno dei reggenti e protettori del piccolo Bagrat e le sue prodezze in campo militare erano apparse evidenti ancora nel 1034 quando con un esercito georgiano-armeno aveva sconfitto una truppa della dinastia degli Shaddadidi presso Arran.
Nel 1038 Liparit era ormai sul punto di ricatturare l'emirato di Tbilisi che era ormai una roccaforte mussulmana fin dall'VIII secolo, i nobili georgiani spaventati dall'accrescersi del suo potere pregarono Bagrat di fargli ritirare l'esercito e questo mandò all'aria ogni suo piano di liberazione. Il risultato fu che Liparit divenne nemico giurato del re e cominciò a cooperare con i bizantini per vendicarsi di lui e dei nobili.
Combattendo al fianco di Demetrius Liparit ottenne una serie di vittorie e nonostante la morte di Demetrius avvenuta nel 1042 egli continuò a combattere questa volta alleandosi con il nobile bizantino David I Anhoghin.
Dopo la sconfitta patita alla Battaglia di Sasireti a Bagrat era rimasta in mano solo la parte occidentale del paese, tuttavia durante la campagna dei Selgiuchidi in Anatolia Liparit, che stava combattendo con i bizantini venne catturato durante la Battaglia di Kapetrou. Bagrat ne approfittò subito e in breve recuperò le terre perdute, tuttavia la fortuna doveva arridergli solo brevemente, Liparit tornò libero e Bagrat venne costretto a fuggire a Costantinopoli dove venne trattenuto, per gli intrighi dello stesso Liparit, per tre anni. In questi tre anni d'assenza (1050-1053) Liparit divenne il vero re di Georgia e dopo aver messo sul trono il piccolo Giorgio si nominò reggente, quando poi Bagrat tornò in patria fra i due si riaprirono gli scontri. Alla fine nel 1060 Liparit venne tradito dai suoi stessi seguaci che lo consegnarono al sovrano che lo costrinse a ritirarsi in monastero. A quel punto Bagrat colse l'occasione per portare tutto il potere nelle mani della corona portando il Regno di Lori e di Cachezia a uno stato di vassallaggio e recuperando Tbilisi.

## Le guerre con i turchi
Nel decennio del 1060 Bagrat si trovò a fronteggiare le minacce dei Selgiuchidi che, sotto la guida di Alp Arslan, iniziò a penetrare nelle frontiere georgiane.
La minaccia turca spinse georgiani e bizantini ad allearsi e per assicurarsi tale stretta cooperazione la figlia di Bagrat, Martha sposò, fra il 1066 e il 1071, il futuro imperatore Michele VII Ducas, la scelta di un imperatore di prendere in moglie una georgiana non aveva precedenti e in patria venne visto come un grande successo di Bagrat.
Il 10 dicembre 1068 Alp, accompagnato dai re di Lori e Cachezia e dall'emiro di Tbilisi marciarono contro Bagrat un'altra volta, le provincie di Cartalia e Argveti furono occupate e saccheggiate e ai nemici di lungo corso di Bagrat, gli Shaddadid di Arran vennero ricompensati con le fortezze di Tbilisi e Rustavi. Nel luglio dello stesso anno, dopo che Alp ebbe lasciato il paese Bagrat tornò in possesso della Cartalia, Al-Fadhl ibn Muhammad, un membro degli Shaddadid, con un esercito ingente si accampò a Isani, nei pressi di Tbilisi, saccheggiando le campagne dei dintorni. Bagrat lo affrontò e lo sconfisse costringendolo e indietreggiare e sulla via del ritorno venne preso prigioniero da Aghsartan I di Cachezia (morto 1084).
Dopo aver donato ad Aghsartan un certo numero di fortezze lungo il fiume Iori Bagrat poté riscattare Fadhl che in cambio gli ridiede Tbilis dove Bagrat provvide a mettere un emiro che fosse anche un fedele vassallo.
Bagrat morì il 24 novembre 1072.

## I matrimoni e i figli
Nel 1032 Bagrat sposò Elena Argiro, ma ella morì l'anno seguente senza avergli dato figli.
Dal secondo matrimonio con Borena d'Alania nacquero:
- Giorgio II di Georgia
- Maria Bagrationi
- Mariam

## Ascendenza
|                             |   |            | Genitori              |  |  | Nonni |  |  | Bisnonni          |  |  | Trisnonni |  |
|                             |   |            |                       |  |  |       |  |  | Gurgen di Georgia |  |  | …         |  |
|                             |   |            |                       |  |  |       |  |  | Gurgen di Georgia |  |  | …         |  |
|                             |   | …          |                       |  |  |       |  |  | Gurgen di Georgia |  |  |           |  |
| Bagrat III di Georgia       |   |            |                       |  |  |       |  |  | Gurgen di Georgia |  |  |           |  |
|                             |   | Gurandukht | Giorgio II di Abcasia |  |  |       |  |  |                   |  |  |           |  |
|                             |   | Gurandukht | Giorgio II di Abcasia |  |  |       |  |  |                   |  |  |           |  |
|                             |   | Gurandukht | …                     |  |  |       |  |  |                   |  |  |           |  |
| Giorgio I di Georgia        |   | Gurandukht |                       |  |  |       |  |  |                   |  |  |           |  |
|                             |   | …          | …                     |  |  |       |  |  |                   |  |  |           |  |
|                             |   | …          | …                     |  |  |       |  |  |                   |  |  |           |  |
|                             |   | …          | …                     |  |  |       |  |  |                   |  |  |           |  |
| Marta                       |   | …          |                       |  |  |       |  |  |                   |  |  |           |  |
|                             |   | …          | …                     |  |  |       |  |  |                   |  |  |           |  |
|                             |   | …          | …                     |  |  |       |  |  |                   |  |  |           |  |
|                             |   | …          | …                     |  |  |       |  |  |                   |  |  |           |  |
| Bagrat IV di Georgia        |   | …          |                       |  |  |       |  |  |                   |  |  |           |  |
|                             | … | …          |                       |  |  |       |  |  |                   |  |  |           |  |
|                             | … | …          |                       |  |  |       |  |  |                   |  |  |           |  |
|                             | … | …          |                       |  |  |       |  |  |                   |  |  |           |  |
| Giovanni-Senekerim Artsruni | … |            |                       |  |  |       |  |  |                   |  |  |           |  |
|                             |   | …          | …                     |  |  |       |  |  |                   |  |  |           |  |
|                             |   | …          | …                     |  |  |       |  |  |                   |  |  |           |  |
|                             |   | …          | …                     |  |  |       |  |  |                   |  |  |           |  |
| Mariam di Vaspurakan        |   | …          |                       |  |  |       |  |  |                   |  |  |           |  |
|                             |   | …          | …                     |  |  |       |  |  |                   |  |  |           |  |
|                             |   | …          | …                     |  |  |       |  |  |                   |  |  |           |  |
|                             |   | …          | …                     |  |  |       |  |  |                   |  |  |           |  |
| …                           |   | …          |                       |  |  |       |  |  |                   |  |  |           |  |
|                             |   | …          | …                     |  |  |       |  |  |                   |  |  |           |  |
|                             |   | …          | …                     |  |  |       |  |  |                   |  |  |           |  |
|                             |   | …          | …                     |  |  |       |  |  |                   |  |  |           |  |
|                             |   | …          |                       |  |  |       |  |  |                   |  |  |           |  |